# Plaza de almas
Plaza de almas è un film del 1997 diretto da Fernando Díaz.